# Прада, Амансио
Амансио Прада (исп. Amancio Prada; род. 3 февраля 1949 года, Дээса, Понферрада, Леон) — испанский композитор и бард. Учился на социологическом факультете в Сорбонне (Париж, Франция), и там же брал уроки гитарного мастерства и композиторского искусства. Выступал в Париже вместе с Жоржем Брассенсом в 1972 году. Снискал популярность во Франции, где записал свой первый альбом. В Испанию вернулся в год начала перехода к демократии, в 1975 году.

## Творчество
Амансио Прада — один из самых оригинальных современных бардов Испании, в его музыке отчетливо прослеживаются народные корни. Для текстов песен он выбирает стихи как современных, так и классических авторов, таких как Ф. Г. Лорка, Росалия де Кастро, Сан Хуан де ла Крус, Агустин Гарсия Кальво, Чичо Санчес Ферлосио и др.
На стихи Сан Хуана де ла Крус Амансио Прада создал музыкальную композицию для голоса, гитары, виолончели и скрипки «Духовная песнь», которая была высоко оценена критикой и слушателями. Частично исполнялась в Москве в 2002 году.
Вот, что пишет критика в аннотации к переизданию этого диска:

Когда в 1977 году диск Амансио Прады «Духовная песнь» Сан Хуана де ла Крус увидел свет, самые внимательные слушатели поняли, что перед ними — уникальное произведение. Сейчас <…> оно превратилось в классику современной испанской музыкальной культуры<…>.

## Награды
- Золотая медаль Общества изящных искусств Мадрида (2001)
- Премия за защиту галисийского языка (на котором он часто поет) — Премия Шармента за 2006 год
- Золотая медаль за заслуги в области искусства за 2010 год

## Дискография
- «Жизнь или смерть» галис. Vida e morte (1974)
- «Росалия де Кастро» галис. Rosalía de Castro (1975)
- «Гвоздика гвоздик» галис. Caravel de caraveles (1976)
- галис. Lelia Doura (1977)
- «Духовная песнь» исп. Cántico espiritual (1977)
- «Песни любви и затворничества» исп. Canciones de amor y celda (1979)
- «Песни и прославление солнца» исп. Canciones y soliloquios (1983)
- «Воздушной рукой» исп. De la mano del aire (1984) (далее испанский — курсивом)
- «Сладкое вино» забвенья исп. ulce vino de olvidoD (1985)
- «Сонеты темной любви» исп. Sonetos del amor oscuro (1986)
- «Воспевай Галисию» исп. Canta a Galicia (1986)
- галис. A dama e o cabaleiro (1987)
- «Вплавь через ночь» исп. Navegando la noche (1988)
- «Трубадуры, мистики и романтики» исп. Trovadores, místicos y románticos (1991)
- «Ловушки» исп. Emboscados (1994)
- «Розы для Росалии» исп. Rosas a Rosalía (1997)
- «Три поэта в круге» исп. Tres poetas en el círculo (1998)
- «С моря и от земли» галис. De mar e terra (1999)
- «Предначертано» исп. Escrito está (2001)
- «Песни души» исп. Canciones del alma (2002)
- «Сонеты и песни Гарсии Лорки» исп. Sonetos y canciones de Federico García Lorca (2004)
- «До скорого, Чичо!» исп. Hasta otro día, Chicho (2005)
- «Росалия навсегда» исп. Rosalía siempre (2005)
- «Следы в Саламанке» исп. Huellas de Salamanca (2005)
- исп. Zamora (2006)
- «Концерт живой любви» исп. Concierto de amor vivo (2007)
- «Жизнь артиста» исп. Vida de artista (песни Лео Ферре) (2007)
- Строфы на смерть отца Хорхе Манрике исп. Coplas a la muerte de su padre. Jorge Manrique (2010)